# Anau

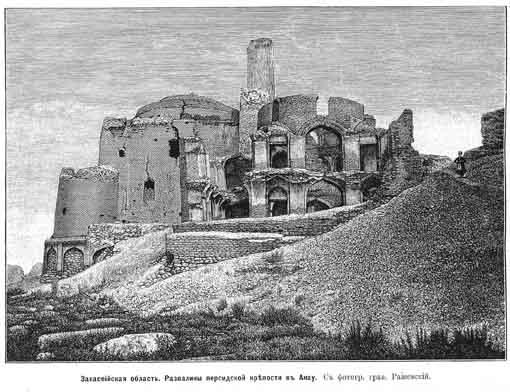
Image d'archive d'une mosquée d'Anau

Anau (aussi écrit Änew, Anaw, Annau) est une ville et un site archéologique situé au Turkménistan, près d'Achgabat. Ses niveaux archéologiques s'échelonnent du Néolithique jusqu'au début de l'Âge du fer. 

## Historique
Anau a été fouillé dès 1904 par le géologue et explorateur américain Raphael Pumpelly (en), et a longtemps servi de site de référence dans sa région pour les périodes qu'il représente, avant d'être supplanté par Namazga-depe, beaucoup plus vaste. Anau est en fait un site de rang secondaire, néanmoins connu parce que sa fouille a été une des premières effectuées dans cette région, et qu'il a servi de base à Pumpelly pour développer la « théorie des oasis », reprise plus tard par l'archéologue australien Vere Gordon Childe.

## Séquence stratigraphique
Anau comporte deux tells. Quatre niveaux archéologiques ont été mis en évidence :
- Le plus ancien, Anau I, est divisé en deux sous-périodes :
  - Anau I A (contemporain de Namazga I et II) correspond au Néolithique moyen. Des maisons ont été mises au jour, ainsi que des objets en silex et de la céramique peinte. Les habitants du site de cette période cultivent le blé et l'orge.
  - Le niveau I B (correspondant à Namazga III) marque le début de l'Âge du cuivre.
- Celui-ci se développe au niveau II (Namazga IV), sur lequel on a retrouvé quelques objets en cuivre. Une poterie au tour apparaît, monochrome de couleur grise ou rouge. Anau est détruit à la fin de la période II, aux alentours de 2700 av. J.-C.
- Le site est réoccupé au début de l'Âge du bronze, vers 2400 av. J.-C., correspondant à Anau III, mal connu.
- Le dernier niveau, Anau IV, date des débuts de l'Âge du fer. Il présente des similitudes avec le niveau I du site de Yaz-depe. On a trouvé pour cette période quelques faucilles en fer, attestant la présence d'un établissement agricole.